# Pedro Farreras Valentí
Pedro Farreras Valentí (Barcelona, 4 de abril de 1916- Barcelona, 17 de mayo de 1968) fue un médico español especializado en medicina interna, hijo del médico y veterinario Pedro Farreras i Sampera. 

## Biografía
Entre 1947 y 1958 fue profesor adjunto de la facultad de medicina de Barcelona en la cátedra dirigida por Agustín Pedro Pons, posteriormente fue catedrático de patología y clínica médica en las facultades de medicina de Cádiz (1959-1960) y Salamanca (1960-1964).
Ostentó la presidencia de la Sociedad Española de Medicina Interna y fue autor de numerosos libros y artículos relacionados con la medicina, destacando el Compendio de Patología Médica y Terapéutica Clínica de la editorial Marín, ediciones de la tercera a la séptima, publicadas entre los años 1949 y 1967. Este libro muy empleado para la formación de los estudiantes de medicina, continua editándose en la actualidad con el título de Farreras-Rozman Medicina Interna, siendo su última edición la número 20 ( mayo 2024) dirigida por el profesor Ciril Rozman y codirigida por el profesor Francesc Cardellach.
Murió de un infarto en 1968.
Es reconocido por Valentín Fuster como su principal tutor profesional.